# Marcha de la muerte (gestión de proyectos)
Una marcha de la muerte ("death march", en inglés) es, en la gestión de proyectos, aquellos casos en los que los participantes creen que está destinado al fracaso o que requiere un período extra de trabajo insostenible.  El término se originó en el campo del desarrollo del software, pero luego se extendió a otras áreas de trabajo, especialmente relacionadas con el gerenciamiento de proyectos.
Las marchas de la muerte suelen ser el resultado de expectativas poco realistas o demasiado optimistas en la programación o el alcance de las funciones y, a menudo, son el resultado de una falta de planificación correcta, de documentación adecuada, capacitación relevante, fondos suficientes o experiencia externa necesaria para completar el proyecto. Las marchas de la muerte también pueden ser desencadenadas por malentendidos entre las partes involucradas en el proyecto, suposiciones no resueltas, expectativas no coincidentes y, a veces, cambios externos. La dirección puede intentar enderezar el curso del proyecto pidiendo a los miembros del equipo que trabajen horas extra (días de 14 horas o semanas de 7 días), lo que a menudo provoca agotamiento ("burnout", por su denominación en inglés), o intentando "incorporar más desarrolladores a un proyecto atrasado", lo que lo retrasará aún más.
El problema se ve aumentado por el conocimiento de los participantes en el desarrollo de que el fracaso podría evitarse con una gestión competente y dedicando los recursos obviamente necesarios (incluido el aporte de toda la experiencia, la tecnología o la ciencia aplicada relevantes a la tarea), en lugar de simplemente cualquier conocimiento incompleto que poseyeran unos pocos empleados. Las presiones de la cultura empresarial pueden desempeñar un papel determinante, además de la mera incompetencia.

## Causas
- Alcance poco claro del desarrollo
- Fecha de entrega poco realista
- El presupuesto no es suficiente para completar el proyecto.
- El equipo de desarrollo es reducido o no tiene la experiencia necesaria.

## Ejemplos
Entre los proyectos que constituyen ejemplos de la marcha de la muerte se encuentran el sistema de manejo de equipaje del aeropuerto de Denver y WARSIM, un juego de guerra del ejército estadounidense. Este último proyecto se llamó originalmente WARSIM 2000 en sus inicios a principios de los años 1990. Varias décadas después de su fecha de entrega original prevista, WARSIM todavía no había apoyado ni un solo ejercicio de entrenamiento del Ejército, pero recibía financiación, en gran medida para reivindicar a quienes concibieron el sistema y lo defendieron durante su desarrollo. WARSIM finalmente se utilizó en el ejercicio de combate de brigada de la Guardia Nacional de Carolina del Norte en enero de 2013. El cronograma de WARSIM se deslizó muchas veces y todavía no está a la altura del sistema heredado que se suponía iba a reemplazar, presenta una arquitectura torpe que requiere un número de servidores que llenarían habitación pequeña, mientras que los juegos de guerra "heredados" anteriores se ejecutan eficientemente en una única estación de trabajo de escritorio estándar.[cita requerida]
El término "marcha de la muerte" en este contexto se analiza detalladamente en el libro Death March de Edward Yourdon. Definición de Yourdon: "En pocas palabras, un proyecto de marcha de la muerte es aquel cuyos 'parámetros de proyecto' exceden la norma en al menos un 50 por ciento".
En términos prácticos, la Marcha de la Muerte es un proyecto que tiene muchas probabilidades de fracasar. Las personas involucradas en él son muy conscientes de ello, pero no pueden arreglar la situación.